# Chiusano d'Asti
Chiusano d'Asti (Ciusan in piemontese) è un comune italiano di 247 abitanti della provincia di Asti in Piemonte.
Il comune fa parte dell'Unione Comunale Comunità Collinare Val Rilate

## Origini del nome
Il nome latino Cixanum, da cui deriva Chiusano, starebbe a indicare, secondo alcuni storici, i possedimenti o i poderi di Cixius.
 Secondo altre ipotesi il toponimo indicherebbe la "chiusa" della Valle Rilate come difesa di Asti verso nord.

## Storia
Tra la fine del XV secolo e la prima metà del successivo il nome si modifica in Clusanum e infine in Chiusano.
L'origine del centro è incerta. Si può affermare con sicurezza che è, dal 962, possesso del vescovo di Asti per volere dell'imperatore Ottone I. I tempo delle lotte intestine tra guelfi e ghibellini, passa in feudo ai signori di Cossombrato, che si assoggettano volontariamente al comune di Asti nel 1198.
Nel 1387 il suo nome compare tra i luoghi concessi in dote a Valentina Visconti. Successivamente è diviso da Cossombrato e diventa comune autonomo nel 1619, benché la famiglia dei Pelletta lo ritenesse ancora parte della propria signoria.
Sotto il duca Vittorio Amedeo II, Chiusano venne concesso ai conti Caisotti, originari di Nizza, in Francia; ottenne libertà comunali nel 1619.

### Simboli
Lo stemma del comune è attualmente in attesa di riconoscimento ufficiale. Il leone coronato rampante è ripreso dal blasone della famiglia Pelletta (d'oro, al leone d'azzurro, armato, linguato e coronato di rosso), i quali inclusero Chiusano nella loro Signoria nella seconda metà del XV secolo, anche se ne erano parzialmente proprietari sin dal XIII secolo.

## Monumenti e luoghi d'interesse

### La chiesa Parrocchiale e la Madonna Nera di Guadalupe
La chiesa parrocchiale, dedicata alla Madonna del Carmine, è attestata nei documenti a partire da fine Cinquecento. Fu oggetto di rimaneggiamenti ed ampliamenti nel Seicento e nella seconda metà del Settecento, quando assunse le forme attuali su disegno dell'architetto torinese Giovanni Battista Pagano. L'elegante facciata tardo-barocca, intonacata in bianco, è caratterizzata dall’ampio oculo ellittico, da una cornice orizzontale a metà altezza e da una trabeazione sovrastata dal timpano triangolare.
All'interno, a navata unica con quattro cappelle laterali, si conservano pregevoli arredi settecenteschi, un fonte battesimale e dipinti murali coevi. Due tele di grandi dimensioni, del XVIII secolo, ma restaurate nell’Ottocento, raffigurano la Madonna con Bambino e santi. Dietro l’altare maggiore è conservato un dipinto della Madonna nera del Santuario di Guadalupe, portata dal Nuovo Messico nel 1752 da Giovanni Battista Codiga, che aveva fatto fortuna oltre Oceano.

### Chiesa campestre di Santa Maria
Ai margini della strada comunale che dal fondovalle conduce a Chiusano d'Asti, lungo un sentiero che conduce ad una collina boscosa, si trova la piccola chiesa di Santa Maria.
L'edificio, risalente al XIV secolo, fu rimaneggiato nel XVII e nel XIX secolo, prima di essere restaurato nel 2003. La semplice facciata a capanna è inquadrata da due paraste angolari che reggono un timpano triangolare, alla cui base si apre un piccolo oculo ovale. L'abside presenta una cornice ad archetti. All'interno, nel catino absidale si conserva un affresco del XVII secolo raffigurante l'Annunciazione.

## Società

### Evoluzione demografica
Negli ultimi cento anni, a partire dal 1921, la popolazione residente è dimezzata.
Abitanti censiti

### Tradizioni e folclore
Il tamburello
La pallatamburello è lo sport per eccellenza del villaggio di Chiusano d'Asti. Sport di racchetta, il tamburello è una disciplina sportiva in cui due squadre composte da cinque giocatori si affrontano su un campo di 80 metri, diviso in due metà, lanciando e rinviandosi una palla usando un attrezzo, il tamburello. Similmente al tennis, per fare un punto una squadra deve costringere la squadra avversaria a lanciare la palla fuori dal proprio rettangolo di gioco o a colpire la palla dopo due o più rimbalzi. Ogni squadra può colpire la palla una sola volta prima di rimandarla nel campo avversario (il passaggio non è ammesso), e il giocatore può usare solo il tamburello o, al massimo, l'avambraccio che lo regge, per colpire la palla. Quattro punti (detti "quindici") formano un gioco, e sei giochi da parte di una squadra formano un "set". La prima squadra a vincere due set si aggiudica la partita, e nel caso in cui entrambe le squadre si aggiudichino un set, per determinare il vincitore si svolgerà un tie-break (letteralmente un "rompitore di pareggio"), in cui la prima squadra che, dopo aver segnato otto punti, distanzia l'altra di due punti è dichiarata vincitrice dell'incontro.
Una variante, utilizzata nelle categorie di livello inferiore alla Serie B, prevede di non avvalersi del sistema dei set; invece, la prima squadra ad arrivare a tredici giochi vince l'incontro. Il tie break si usa, in questo caso, quando entrambe le squadre si trovano a dodici giochi.
Il campo sportivo, un tempo situato nella valle in prossimità del lago, è stato spostato nel 1989 più vicino al centro storico, ed intitolato a Renato Gerbo, tamburellista chiusanese. È raggiungibile in auto tramite la strada provinciale, e a piedi tramite il percorso pedonale "Il giardino dei poeti".
Importante vivaio sportivo piemontese, la società U.S. Chiusano ha fatto il suo debutto in Serie A nel 2019, dopo un ciclo di sei anni in cui la società ha conquistato la massima serie a suon di promozioni partendo dalla Serie D. Durante il suo unico anno in Serie A, l'U.S. Chiusano ha conquistato la salvezza, decidendo però di ripartire dalla Serie D con un nuovo gruppo di giovani.
Nel 2025, il Chiusano ha conquistato ancora una volta la promozione in Serie B.

#### La pessera
Forse Chiusano d'Asti è l'unico paese della provincia ad aver mantenuto in vita la tradizione della "Pessera". La testimonianza orale di questo rito propiziatorio è documentata dalla fine dell'Ottocento ad oggi.
La pessera è una particolare varietà di abete caratterizzata dal tronco perfettamente diritto al punto da esser utilizzata per gli alberi delle navi.
Ad ogni nascita di un figlio maschio tutto il paese festeggia l’evento portando a spalle, all’imbrunire, una lunga "pessera" in processione per le vie del paese, finendo nell’aia del neonato dove viene piantata dopo esser stata decorata alla sommità con la bandiera d’Italia e altri oggetti che simboleggiano ciò che si augura al futuro uomo. Il tutto naturalmente accompagnato da musica, balli, bevute e cibo offerte dalla famiglia del festeggiato. A reggere la "pessera" sono solo i coscritti, ovvero i ragazzi della leva di quell’anno più gli uomini che hanno festeggiato la leva dieci, venti, trent’anni prima e così di seguito di dieci in dieci.
Il rito si ripeterà al compimento del diciottesimo anno, alla festa di leva, quando sempre i coscritti porteranno in processione, con canti e balli, la “pessera” e torneranno a ripiantarla nell’aia del festeggiato; questa volta però il futuro uomo dovrà difenderla, per tutta la notte, dal suo abbattimento o furto ad opera dei coscritti di altri paesi limitrofi.
Quello della "pessera" si configura come rito pagano, tipicamente maschile, di accoglimento di un nuovo membro nella comunità. Dal 1959 il rito si è emancipato adeguandosi ai tempi, infatti ha perso la sua prerogativa maschile trasformandosi in festa per tutte le nascite: di maschi e femmine.

## Infrastrutture e trasporti
La stazione di Chiusano-Cossombrato fu attivata nel 1912 lungo la cessata ferrovia Chivasso-Asti, il cui esercizio fu definitivamente sospeso nel 2011.
Tra il 1882 e il 1915 Chiusano d'Asti fu servito dalla tranvia Asti-Cortanze.

## Amministrazione
Di seguito è presentata una tabella relativa alle amministrazioni che si sono succedute in questo comune.
| Periodo        | Periodo        | Primo cittadino             | Partito                     | Carica  | Note  |
| -------------- | -------------- | --------------------------- | --------------------------- | ------- | ----- |
| 12 giugno 1985 | 12 marzo 1988  | Giancarlo Bosco             | lista civica                | Sindaco | [ 8 ] |
| 12 marzo 1988  | 22 maggio 1990 | Albino Bosco                | -                           | Sindaco | [ 8 ] |
| 22 maggio 1990 | 24 luglio 1992 | Albino Bosco                | -                           | Sindaco | [ 8 ] |
| 31 luglio 1992 | 24 aprile 1995 | Edi Sobrero                 | -                           | Sindaco | [ 8 ] |
| 24 aprile 1995 | 14 giugno 1999 | Edi Sobrero                 | centro-destra               | Sindaco | [ 8 ] |
| 14 giugno 1999 | 14 giugno 2004 | Edi Sobrero                 | lista civica                | Sindaco | [ 8 ] |
| 14 giugno 2004 | 8 giugno 2009  | Marisa Varvello In Aquilini | lista civica                | Sindaco | [ 8 ] |
| 8 giugno 2009  | 26 maggio 2014 | Marisa Varvello             | lista civica                | Sindaco | [ 8 ] |
| 26 maggio 2014 | 26 maggio 2019 | Marisa Varvello             | lista civica Grappolo d'uva | Sindaco | [ 8 ] |
| 26 maggio 2019 | in carica      | Luigi Bosco                 |                             | Sindaco | [ 8 ] |